# Meioneta obscura
Meioneta obscura är en spindelart som beskrevs av Denis 1950. Meioneta obscura ingår i släktet Meioneta och familjen täckvävarspindlar. Inga underarter finns listade i Catalogue of Life.